# Edward Herbert Rees

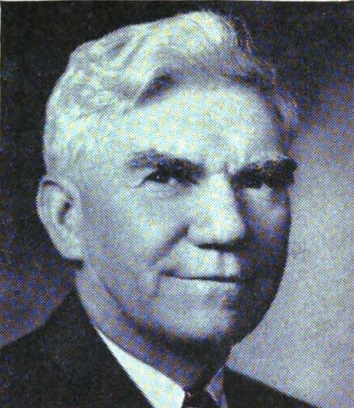
Edward Herbert Rees (1959)

Edward Herbert Rees (* 3. Juni 1886 bei Emporia, Lyon County, Kansas; † 25. Oktober 1969 ebenda) war ein US-amerikanischer Politiker. Zwischen 1937 und 1961 vertrat er den vierten Wahlbezirk des Bundesstaates Kansas im US-Repräsentantenhaus.

## Werdegang
Edward Rees besuchte die öffentlichen Schulen seiner Heimat und danach das Kansas State Teachers' College in Emporia, wo er zum Lehrer ausgebildet wurde. Zwischen 1909 und 1911 unterrichtete er im Lyon County und von 1912 bis 1918 war er Protokollist am dortigen Bezirksgericht. Nach einem zwischenzeitlichen Jurastudium und seiner im Jahr 1915 erfolgten Zulassung als Rechtsanwalt begann er in Emporia in diesem Beruf zu arbeiten. Außerdem widmete er sich in den folgenden Jahren landwirtschaftlichen Tätigkeiten.
Politisch war Rees Mitglied der Republikanischen Partei. Von 1927 bis 1933 war er Abgeordneter im Repräsentantenhaus von Kansas; zwischen 1933 und 1935 gehörte er dem Staatssenat an. Außerdem war er in den Jahren 1933 bis 1937 Mitglied im juristischen Rat (Judicial Council) des Staates Kansas.
1936 wurde Rees in das US-Repräsentantenhaus in Washington, D.C. gewählt, wo er am 3. Januar 1937 die Nachfolge von Randolph Carpenter von der Demokratischen Partei antrat. Nach elf Wiederwahlen konnte er bis zum 3. Januar 1961 insgesamt zwölf Legislaturperioden im Kongress absolvieren. In diese Zeit fielen der Zweite Weltkrieg, der Koreakrieg und der Beginn des Kalten Krieges. Außerdem trat im Jahr 1951 der 22. Verfassungszusatz in Kraft, der die Amtszeiten des Präsidenten neu regelte. Zwischen 1947 und 1949 war Rees Vorsitzender des Ausschusses zur Überwachung des Postministeriums und von 1953 bis 1955 leitete er den Ausschuss, der sich mit den öffentlichen Dienstleistungen befasste (Committee on Civil Service). Im Jahr 1960 lehnte er eine erneute Kandidatur ab.
Nach dem Ende seiner Zeit im Kongress arbeitete Edward Rees wieder als Anwalt in Emporia, wo er im Oktober 1969 verstarb.